# LSWR F13 class
LSWR F13 class — тип пассажирского паровоза с осевой формулой 2-3-0, разработанный Дугалдом Драмондом для Лондонской и Юго-Западной железной дороги (LSWR) в 1905 году.

## История
Успешные паровозы Драммонда с осевой формулой 2-2-0 к 1905 году удовлетворяли текущие нужды LSWR, и он мог перейти к решению новой задачи. Само успешное применение прежних паровозов вело к ужесточению расписаний, особенно поездов по направлениям к южным портам для трансатлантических пароходов.
Скоро стало ясно, что на дороге необходим быстроходный пассажирский паровоз с лучшей удельной мощностью, чем у 2-2-0, потому что пассажиропотоки растут, растут длина и вес вагонов, растёт и скорость экспрессных поездов.
В результате анализа Драммонд пришёл к выводу, что необходимую мощность невозможно реализовать без внедрения паровозов с новой для дороги осевой формулой, откуда следует и увеличение числа цилиндров в машине. Этот эскиз стал в итоге паровозом F13 class.
На перспективу дальнейшего увеличения веса и скорости поездов Драммонд остановился на осевой формуле 2-3-0, сулившей известные преимущества: можно было удлинить котёл, подняв паропроизводительность для четырёхцилиндровой машины, и применил ведущие колёса диаметром 6 ф. 0 д. (1830 мм).
С точки зрения машины применённое Драммондом решение было необычно для 2-3-0. Например, внутренние два цилиндра имели стефенсоновский парораспределительный механизм, а внешние — вальсхартовский, что требовало большого ассортимента запчастей. Также паровоз получился тяжёлым, но в свете того, что он должен был раьботать только на главном ходу, это не имело большого значения.
Первый из пяти паровозов вышел с завода Nine Elms Locomotive Works в 1905 году. Паровозы комплектовались четырёхосным драммондовским тендером «watercart» для наибольшего пробега без бункеровки и заправки водой. Паровозы получили номера 330—334.

## Служба
F13 class был разработан для экспрессов Солсбери—Эксетер, но опыт их эксплуатации там был неудачен, и не продлился больше года. Лучше паровозы показали себя на менее крутых уклонах между Солсбери и Саутгемптоном, где, вопреки замыслу, возили уголь.
В 1920 году паровоз № 333 был оснащён истлейским пароперегревателем, но весь класс сочли неудачным и списали в 1924 году (а № 334 стоял с конца 1921-го). Все паровозы были перестроены Ричардом Манселом в H15 class, ни один не сохранился.

## Окраска и нумерация
F13 с завода вышли в пассажирской шалфеево-зелёной ливрее LSWR с фиолетово-коричневыми каёмками филёнок, чёрными и белыми полосами и золотистыми буквами LSWR на бортах тендера.
При переходе к Southern Railway после укрупнения британских железнодорожных компаний в 1923 году перовозы перекрашивали в манселовскую версию зелёной ливреи LSWR, более тёмную, с жёлтой надписью Southern на тендере и чёрными и белыми полосами.